# Kernkraftwerk Karatschi
Das Kernkraftwerk Karatschi (auch mit der Abkürzung KANUPP – Karachi Nuclear Power Plant – bezeichnet) liegt beim Paradise Point, etwa 24 km westlich von Karatschi am Arabischen Meer in Pakistan. Es befindet sich seit 1972 im kommerziellen Leistungsbetrieb. Das Kernkraftwerk Karatschi ist ein Teil des Karachi Nuclear Power Complex (KNPC) und im Besitz der Pakistan Atomic Energy Commission (PAEC), die auch der Betreiber ist.

## Geschichte
Der Baubeginn für den Reaktor des Kernkraftwerks war am 1. August 1966. Der Bau erfolgte mit Unterstützung Kanadas. Der Reaktor wurde am 1. August 1971 zum ersten Mal kritisch, am 18. Oktober 1971 erstmals mit dem Stromnetz synchronisiert und nahm am 7. Dezember 1972 den kommerziellen Betrieb auf. Die Anlage wurde am 28. November 1972 vom damaligen Präsidenten Pakistans Bhutto offiziell eingeweiht. Die Freisetzung von radioaktivem Material durch flüssige und gasförmige Ableitungen blieb innerhalb von 4 % des maximal zulässigen Grenzwertes.
Am 23. Dezember 1976 endete die nukleare Zusammenarbeit zwischen Kanada und Pakistan, weil auf kanadischer Seite Bedenken wegen des pakistanischen Atomprogramms bestanden. Somit wurden auch die Lieferungen von Uran eingestellt.
Pakistan betreibt in Karatschi auch eine Produktionsstätte für schweres Wasser.
2013 war mit den Bauarbeiten an zwei neuen Einheiten begonnen worden, die aber unterbrochen wurden. Am 20. August 2015 wurden die Bauarbeiten fortgesetzt; es sollen zwei Einheiten des chinesischen Typs Hualong One errichtet werden.
Am 2. März 2021 erreichte Karatschi 2 Kritikalität, der kommerzielle Betrieb wurde offiziell am 21. Mai 2021 eröffnet.

## Karatschi 1
Im Kernkraftwerk Karatschi wurde eine besondere Variante des CANDU-Reaktors (Druckwasserreaktor mit Schwerem Wasser als Moderator) gebaut. Der Reaktor nutzt leicht angereichertes Natururan als Brennstoff. Der Reaktor besitzt eine elektrische Nettoleistung von 125 MWe und eine elektrische Bruttoleistung von 137 MWe. Er speiste seit seiner Inbetriebnahme etwa 9.993 GWh in das kommerzielle Stromnetz von Pakistan ein.
Karatschi 1 wurde am 1. August 2021 stillgelegt.

### Daten
- Reaktortyp: Schwerwasserreaktor (CANDU)
- Übertragung der Spannung: 15/132 kV
- Kapitalkosten (1971): 428,026 Mio. Pakistanische Rupien
- Menge des schweren Wassers (D2O): ca. 300.000 lbs
- Anzahl der Kanäle: 208
- Gesamtgewicht des Urans im Kern: ca. 30 Tonnen[9]

### Sicherheit
Eine vertiefte Analyse der Betriebssicherheit der Anlage wurde in den Jahren 1985 und 1989 durch die Internationale Atomenergieorganisation (IAEA) mit dem Operation Safety Review Team (OSART) durchgeführt. Bei beiden OSART-Missionen fand das IAEA-Team keine Fehler.
Das Kernkraftwerk Karatschi hat sich 1992 verpflichtet, die veralteten Computer sowie die veraltete Steuerungs- und Regelungstechnik zu ersetzen.
Nach über vier Jahrzehnten Betrieb machen sich die Zeichen der natürlichen Alterung immer stärker bemerkbar. Viele kritische Komponenten erreichen das Ende ihrer ursprünglich konzipierten Betriebsdauer und müssen ebenfalls ausgetauscht werden. Auch die Produktionsstätte für schweres Wasser läuft unter IAEA-Sicherheitsanordnungen.
Die allgemeine Öffentlichkeit sowie die Umweltschützer haben Bedenken bezüglich der Freisetzung von radioaktiven Abfällen aus Kernkraftwerken und deren Auswirkungen. Die Aufzeichnungen über die Abfallentsorgung im Kernkraftwerk Karatschi waren nach Aussagen des Betreibers jedoch besonders zufriedenstellend, und der Betreiber sagte zu, die Verwaltung von Abfällen auf die höchstmöglichen Standards zu bringen. Feste Abfälle und Harze sind auf dem Werksgelände an ausreichend abgeschirmten Orten gelagert. Flüssige Abfälle werden nach chemischen und radiologischen Analysen beseitigt.

### Störfall
Am 18. Oktober 2011 ereignete sich im Kernkraftwerk Karatschi ein Störfall. Dabei wurde kurzfristig auch der Notstand ausgerufen, als ein Leck in einer Wasserleitung festgestellt wurde, nach einem mehrstündigen Einsatz durch ein Spezialistenteam im Reaktor wurde dieser jedoch wieder aufgehoben. Eine Gefährdung für das Personal oder die Umwelt sei nicht gegeben gewesen, auch wenn durch das Leck Wasser ausgetreten ist, welches jedoch nicht radioaktiv belastet war. Der Vorfall wurde erst am 20. Oktober 2011 publiziert. Eine Einstufung auf der INES-Skala hat noch nicht stattgefunden.

## Karatschi 2
Karatschi 2 ist vom Typ HPR1000 (internationaler Vermarktungsname von Hualong One) mit einer Leistung von 1161 MWe brutto und 1100 WMe netto. Chinesischer Partner ist die China National Nuclear Corporation (CNNC). Zusammen mit Karatschi 3 soll das Bauprojekt 9 Mrd. $ kosten. Offizieller Baubeginn war am 20. August 2015, der kommerzielle Betrieb wurde am 21. Mai 2021 aufgenommen.

## Karatschi 3
Ursprünglich als ACPR-1000 geplant, wird seit dem 31. März 2016 ein zweiter HPR1000 errichtet, wiederum mit CNNC als Partner. Am 20. April 2021 erfolgte mit dem Start von Kaltdrucktests der Übergang von der Bauphase zur Inbetriebnahmeprozedur, am 21. Februar wurde die Kritikalität erreicht. Am 4. März 2022 erfolgte die Netzsynchronisation, der kommerzielle Betrieb startete am 18. April 2022.

## Daten der Reaktorblöcke
Das Kernkraftwerk Karatschi hat zwei Kraftwerksblöcke in Betrieb:
| Reaktorblock         | Reaktortyp    | Netto- leistung | Brutto- leistung | Baubeginn  | Netzsyn- chronisation | Kommer- zieller Betrieb | Abschal- tung |
| -------------------- | ------------- | --------------- | ---------------- | ---------- | --------------------- | ----------------------- | ------------- |
| Karatschi 1 (KANUPP) | CANDU-Reaktor | 125 MW          | 137 MW           | 01.08.1966 | 18.10.1971            | 07.12.1972              | 01.08.2021    |
| Karatschi 2 (KANUPP) | Hualong One   | 1100 MW         | 1161 MW          | 20.08.2015 | 18.03.2021            | 21.05.2021              |               |
| Karatschi 3 (KANUPP) | Hualong One   | 1100 MW         | 1161 MW          | 31.03.2016 | 04.03.2022            | 18.04.2022              |               |